# Regioni della Turchia

Le regioni della Turchia (in turco: bölgeler, singolare bölge) sono suddivisioni di rilevanza geografica e statistica, non costituendo un livello di divisione amministrativa, e sono pari a 7.
Sono state definite in occasione del Primo Congresso di Geografia tenutosi ad Ankara nel 1941, in base all'omogeneità di condizioni climatiche del territorio corrispondente (temperatura, precipitazioni, ecc).
Ciascuna regione raggruppa più province.

## Lista
| Localizzazione | Regione                                                       | Popolazione (2011) | Superficie (km²) |
| -------------- | ------------------------------------------------------------- | ------------------ | ---------------- |
|                | Regione dell'Egeo Ege Bölgesi                                 | 9 299 322          | 90 442           |
|                | Regione del Mar Nero Karadeniz Bölgesi                        | 7 462 451          | 116 796          |
|                | Regione dell'Anatolia Centrale İç Anadolu Bölgesi             | 11 327 675         | 184 934          |
|                | Regione dell'Anatolia Orientale Doğu Anadolu Bölgesi          | 5 694 582          | 145 360          |
|                | Regione di Marmara Marmara Bölgesi                            | 20 724 950         | 72 680           |
|                | Regione del Mar Mediterraneo Akdeniz Bölgesi                  | 8 906 427          | 88 102           |
|                | Regione dell'Anatolia Sud Orientale Güneydoğu Anadolu Bölgesi | 7 170 849          | 75 261           |